# Barraca del camí del Corral del Fortuny XXII
La Barraca del camí del Corral del Fortuny XXII és una obra del Pla de Santa Maria (Alt Camp) inclosa a l'Inventari del Patrimoni Arquitectònic de Catalunya.

## Descripció
És una gran construcció de planta rectangular, cornisa horitzontal rematada amb pedres col·locades al rastell, coberta de pedruscall i de parets reculades sense massa definició. El portal està capçat amb una grossa llinda i orientat al NNE. A la dreta del portal arrenca un llarg mur que acaba en angle i que forma un cert tancat.
La seva planta interior és també rectangular i mesura 1'70m de fondària i 3'83m d'amplada. Està coberta amb una falsa cúpula coberta amb lloses, amb una alçada màxima de 3m. Com a elements funcionals hi ha una menjadora, una fornícula i dos cocons.